# رزدارستان
رزدارستان، روستایی از توابع بخش مرکزی شهرستان رضوان‌شهر در استان گیلان ایران است.

## جمعیت
این روستا در دهستان خوشابر بزرگ قرار دارد و طوایف آن از ایل خاشَبَر هستند براساس سرشماری مرکز آمار ایران در سال ۱۳۸۵، جمعیت آن ۳۴ نفر (۹خانوار) بوده‌است.